# 孔代莱索特里
孔代莱索特里（法語：Condé-lès-Autry，法語發音：[kɔ̃de lɛ.z‿otʁi]，意为“欧特里附近的孔代”）是法国大東部大區阿登省的一个市镇，属于武济耶区。

## 地理
孔代莱索特里（49°15'6"N, 4°51'16"E）面积7.97 平方千米，位于法国大東部大區阿登省，该省份为法国北部内陆省份，西接埃纳省，南至马恩省，东临默兹省，北与比利时接壤。
与孔代莱索特里接壤的市镇（或旧市镇、城区）包括：欧特里、朗松、比纳尔维尔、塞尔奈昂多穆瓦、塞尔翁-梅尔济库尔。

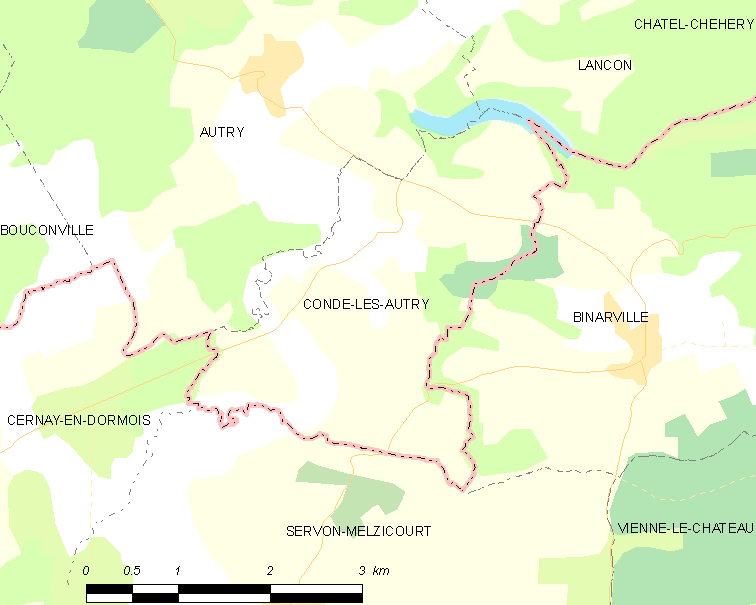
孔代莱索特里的OSM定位图

孔代莱索特里的时区为UTC+01:00、UTC+02:00（夏令时）。

## 行政
孔代莱索特里的邮政编码为08250，INSEE市镇编码为08128。

## 政治
孔代莱索特里所属的省级选区为阿蒂尼县。

## 人口

1962-2008年间孔代莱索特里人口变化图示

孔代莱索特里于2022年1月1日时的人口数量为64人。